# De 12 van Oldenheim
De 12 van ... is een Nederlandse dramaserie, die op 24 mei 2017 in première ging op de video on demand-dienst Videoland. Op 1 april 2018 verscheen de serie op RTL 4 waarvan de eerste twee afleveringen op dezelfde avond werden uitgezonden met een kijkcijfer van ruim 1,2 miljoen kijkers. Op 6 juni 2018 werd een tweede seizoen aangekondigd dat zich af gaat spelen in een andere dorp met nieuwe personages. Op 12 november 2019 verscheen het tweede seizoen onder de titel De 12 van Schouwendam op Videoland.

## Seizoen 1
In het fictieve Nederlandse dorp Oldenheim (grotendeels opgenomen in Harmelen, Gouda en Woerden) komt na lange tijd journaliste Peggy Jonkers terug naar haar geboortedorp. Ze heeft gewerkt in Irak en heeft al lange tijd geen contact gehad met haar vader en zus. Als een 16-jarig meisje uit het dorp verdwijnt, starten de dorpsbewoners een zoektocht naar haar. In korte tijd gebeuren daarna nog meer opeenvolgende mysterieuze verdwijningen van verschillende dorpsbewoners. Rechercheur Sharif Dahmani leidt het onderzoek naar deze verdwijningen.
Rolverdeling
- Noortje Herlaar als Peggy Jonkers
- Nasrdin Dchar als Sharif Dahmani
- Reinout Bussemaker als Frits Veldhoven
- Fedja van Huêt als Victor Klinkspoor
- Ko Zandvliet als Rick Klinkspoor
- Michiel Nooter als Rob Zonneveld
- Saskia Temmink als Emma Veldhoven
- Ellis van den Brink als Neeltje Klinkspoor
- Roos Wiltink als Nine Veldhoven
- Aus Greidanus sr. als Ruud Jonkers
- Olga Zuiderhoek als Vera Boshuizen
- Thor Braun als Gerben Veldhoven
- Bahareh Borzuee als Elnaz Wisse
- Guy Clemens als Marvin Klinkspoor
- Cas Jansen als Thomas Wisse
- Eric van Sauers als Wout Plasmeijer
- Kees Boot als Arend Boshuizen
- Richard Groenendijk als Felix van Dalsem
- Gaite Jansen als Suus Jonkers
- Rifka Lodeizen als Danielle Boshuizen
- Geert Lageveen als Dominee
- Tine Joustra als Marion Pruis
- Arent-Jan Linde als Badmeester
- Steef Cuijpers als John Broekema
- Lukas Dijkema als Oldenheimer
- Niels Croiset als Oldenheimer

 Afleveringen 
| Nr. | Regie               | Scenario                        | Datum op Videoland | Datum op RTL 4 |
| --- | ------------------- | ------------------------------- | ------------------ | -------------- |
| 1   | Anne van der Linden | Lex Passchier Martin van Steijn | 24 mei 2017        | 1 april 2018   |
| 2   | Anne van der Linden | Lex Passchier Martin van Steijn | 24 mei 2017        | 1 april 2018   |
| 3   | Anne van der Linden | Lex Passchier Martin van Steijn | 24 mei 2017        | 8 april 2018   |
| 4   | Anne van der Linden | Lex Passchier Martin van Steijn | 24 mei 2017        | 15 april 2018  |
| 5   | Remy van Heugten    | Lex Passchier Martin van Steijn | 24 mei 2017        | 22 april 2018  |
| 6   | Remy van Heugten    | Lex Passchier Martin van Steijn | 24 mei 2017        | 29 april 2018  |
| 7   | Remy van Heugten    | Lex Passchier Martin van Steijn | 24 mei 2017        | 6 mei 2018     |
| 8   | Remy van Heugten    | Lex Passchier Martin van Steijn | 24 mei 2017        | 13 mei 2018    |
| 9   | Anne van der Linden | Lex Passchier Martin van Steijn | 24 mei 2017        | 20 mei 2018    |
| 10  | Anne van der Linden | Lex Passchier Martin van Steijn | 24 mei 2017        | 27 mei 2018    |
| 11  | Anne van der Linden | Lex Passchier Martin van Steijn | 24 mei 2017        | 3 juni 2018    |
| 12  | Anne van der Linden | Lex Passchier Martin van Steijn | 24 mei 2017        | 3 juni 2018    |

## Seizoen 2
Het tweede seizoen gaat over het fictieve dorp Schouwendam (grotendeels gefilmd in en rondom Akersloot). In 1995 raakten de twee scholieren Alice Drost en Olaf Witte in het dorp vermist en sindsdien is er niets meer van hen vernomen. 25 jaar later komt er een man met een slecht geheugen in het dorp die beweert Olaf Witte te zijn. Rechercheur Karlijn van Andel wordt naar het dorp gehaald om de lokale politie te helpen naar het onderzoek.
Rolverdeling
- Gijs Naber als onbekende man
- Carine Crutzen als Karlijn van Andel
- Huub Stapel als Gerrit Witte
- Joop Keesmaat als Allard Drost
- Matthijs van de Sande Bakhuyzen als Pim Nijboer
- Angelika Kurowska Hania
- Eva Laurenssen als Tessa de Haan
- Benja Bruijning als Rogier van Pallant
- Fockeline Ouwerkerk als Willemijn van Pallant-Drost
- Maarten Heijmans als Eric van Pallant
- Annelies Appelhof als Sophie
- Hajo Bruins als Leo de Haan
- Simone Milsdochter als Jose de Haan
- Mads Wittermans als Siebren van Keulen
- Meral Polat als Maud van Keulen
- Bas Keijzer als Stijn van Keulen
- Marieke van Leeuwen als Baukje Witte
- Susan Radder als Alice Drost (tiener)
- Bente Fokkens als Willemijn Dorst (tiener)
- Gilliam Löw als Olaf Witte (tiener)
- Philipp Mogilnitskiy als Janek
- Ridder van Kooten als Rogier van Pallant (tiener)
- Mark Kraan als Allard Drost (1976)
- Ruben Brinkman als Gerrit Witte (1976)
- Rob Das als begrafenisondernemer
- Sven de Wijn als politieagent

 Afleveringen 
| Nr. | Regie               | Scenario                        | Datum op Videoland |
| --- | ------------------- | ------------------------------- | ------------------ |
| 1   | André van Duren     | Lex Passchier Martin van Steijn | 12 november 2019   |
| 2   | Anne van der Linden | Lex Passchier Martin van Steijn | 12 november 2019   |
| 3   | André van Duren     | Lex Passchier Martin van Steijn | 12 november 2019   |
| 4   | André van Duren     | Lex Passchier Martin van Steijn | 12 november 2019   |
| 5   | André van Duren     | Lex Passchier Martin van Steijn | 12 november 2019   |
| 6   | André van Duren     | Lex Passchier Martin van Steijn | 12 november 2019   |
| 7   | André van Duren     | Lex Passchier Martin van Steijn | 12 november 2019   |
| 8   | André van Duren     | Lex Passchier Martin van Steijn | 12 november 2019   |
| 9   | Anne van der Linden | Lex Passchier Martin van Steijn | 12 november 2019   |
| 10  | André van Duren     | Lex Passchier Martin van Steijn | 12 november 2019   |

## Productie
De serie werd bedacht en geschreven door Lex Passchier die al in 2014 met het idee rondliep. Inspiratie kreeg hij mede door de series Broadchurch, Les Revenants en Under the Dome waarbij het verhaal ook over een kleine leefgemeenschap gingen en op onverklaarbare wijze dingen gebeuren, waarbij de bewoners elkaar verdacht maken. Passchier die samenwerkte met Gerd Jan van Dalen, creative producer van Endemol Shine Nederland aan de serie Moordvrouw kregen samen het idee verkocht aan Videoland en RTL. Scenarioschrijver Martin van Steijn hielp mee aan het scenario omdat Passchier op dat moment ook bezig was met het zesde seizoen van Moordvrouw.
De opnames vonden voornamelijk plaats in Harmelen. De opnames voor de 12 van Schouwendam vonden voornamelijk plaats in Akersloot